# Skovshovedkonerne sælger Fisk ved Gammel Strand
|  | Denne artikel er oprettet af botten PalnaBot ud fra en ekstern database. Den kan derfor have sproglige fejl eller mangler. Denne skabelon kan fjernes efter kontrol af indholdet. |

Skovshovedkonerne sælger Fisk ved Gammel Strand er en film med ukendt instruktør.

## Handling
Gadehandel. Fiskerkoner fra Skovshoved sælger deres fisk fra boderne ved Gammel Strand. Anker Kirkeby er med i billedet.